# مسؤول الصحة البيئية
يتم توظيف مسؤول الصحة البيئية أو (EHOs) عادة من قبل الحكومة المحلية أو السلطات الصحية في الولاية وذلك لتقديم المشورة وتطبيق معايير الصحة العامة، إلا أن العديد منهم على أية حال يتم توظيفهم في القطاع الخاص إضافة إلى الجيش.

## الوظائف
- التدريب في مجال السلامة الغذائية
- التخطيط
- مكافحة الآفات والحشرات
- التخطيط للحالات الطارئة وتنفيذها
- مكافحة الضوضاء
- اختبار المياه

## المؤهلات
يعتبر العمل في مجال الصحة البيئية وظيفة تتطلب شهادات عليا في معظم البلدان.

### أستراليا – عموما
تعتمد الصحة البيئية في أستراليا درجة علمية أسترالية في الصحة البيئية وبرامج لدبلوم الدراسات العليا وفقا لسياسة معتمدة صحيا وبيئيا في أستراليا وذلك لضمان أن محتوى الدراسة يتوافق مع المتطلبات الوطنية للتدرب بصفتهم موظفين للصحة البيئية في أي مكان من أستراليا. ففي الأول من شهر تموز 2009 كانت هناك جامعات معتمدة صحيا وبيئيا في أستراليا في كل ولاية فضلا عن الأراضي الشمالية.

### فيكتوريا، أستراليا
الشرط الأساسي الحالي لتصبح موظفا مرخصا بناء على قانون الغذاء 1984 في فيكتوريا هو نيل شهادة الخدمات الصحية العمومية العامة والصحة البيئية أو البكالوريوس في الصحة العامة ( الصحة البيئية ). هذا يتم نيل شهادة الخدمات الصحية العمومية العامة والصحة البيئية من قبل جامعة سوينبرن للتكنولوجيا، التي يقع مقرها في حرم هاوثورن الجامعي التابع لها. 
- معلومات عن المهنة

أما الفصل الجامعي، بكالوريا الصحة العامة (الصحة البيئية ) فتقدمه جامعة لا تروب التي يقع مقرها في حرم بينديغو الجامعي التابع لها.
- معلومات عن المهنة

#### أستراليا الغربية
يحدد قانون الصحة رقم 1911 ( وفقا لم تم تعديله ) دور "مسؤول الصحة البيئية"، كما أنه يمكن المدير التنفيذي للصحة العامة من تعيين موظفي الصحة البيئية في سلطات الحكومة الصحية المحلية بصفتهم مسؤولون في الصحة العامة تم توظيفهم من قبل حكومة الدولة. أما المدير التنفيذي للصحة العامة فينصح من قبل مجلس الاستعراض الاحترافي لموظف الصحة البيئية في أستراليا الغربية بشأن خريجي الصحة البيئية والمؤهلات الجامعية التي تعتبر مناسبة للسماح بممارسة المهنة في أستراليا الغربية، فضلا عن المؤهلات التي تنشر من حين لآخر في الصحيفة الرسمية الحكومية.
وفي الوقت الحالي، تقدم جامعة كورتين للتكنولوجيا وجامعة إديث كوان شهادات الصحة البيئية في أستراليا الغربية المعتمدة كذلك من قبل الصحة البيئية في أستراليا.

### نيوزيلندا
على من يرغب في العمل بهذه المهنة أن يكون حاصلا إما على شهادة بكالوريوس في العلوم التطبيقية لحماية الصحة أو شهادة في إدارة أعمال الصحة البيئية. وكبديل عن ذلك، يمكن للخريجين المؤهلين في العلوم المناسبة أن يحملوا شهادة في دبلوم الصحة البيئية. 
- معلومات عن المهنة

### جمهورية أيرلندا
من الضروري على من يرغب في أن يصبح موظفا للصحة البيئية أن أن يكون حاصلا على شهادة في الصحة البيئية مصدقة من قبل قسم الصحة والأطفال. هذا وتتطلب دراسة الصحة البيئية في إيرلندا من الطلاب أيضا أن يقضوا فترة في التدريب الاحترافي على إجراء الخدمة الصحية. وبعد مضي تلك الفترة، على المؤهلين إثبات جدارتهم من خلال سجل تعليم تجريبي وامتحان شفهي.
- معلومات عن المهنة

### مملكة بريطانيا العظمى المتحدة وشمالي أيرلندا
على موظفي الصحة البيئية أن يحملوا مؤهلات جامعية أو جامعية عليا معترف عليها من قبل مجلس تسجيل الصحة البيئية في كل من ( انكلترا، وويلز إضافة إلى أيرلندا الشمالية )،  
كذلك الأمر بالنسبة لاسكتلندا، حيث يتم تنظيم المهنة من قبل المعهد الملكي للصحة البيئية في اسكتلندا.
- معلومات عن المهنة (انكلترا، ويلز، إيرلندا الشمالية[1]
- المهنة في اسكتلندا
- فرص العمل

### كندا
يمتلك مراقب الصحة العامة درجة جامعية في العلوم التطبيقية وشهادة احترافية وطنية في مراقبة الصحة العامة – C.P.H.I.(C)
- معلومات عن المهنة

ولدى موظفي الصحة البيئية معرفة في كل من علم الأحياء الدقيقة وتقييم المخاطر العلم والتكنولوجيا البيئية وعلم الغذاء، فضلا عن المهارات والمعلومات المتعلقة في تعقب الأمراض المعدية والسيطرة عليها والتحقيق في القوانين المتعلقة بالصحة العامة وتطبيقها. هذا ويلعب مسؤول الصحة البيئية دورا رئيسيا في حماية الصحة العامة وذلك من خلال العمل ب الشراكة مع الوزارات الحكومية، مثل وزارة الصحة والزراعة والبيئة والبلديات المحلية والتجارة، إضافة إلى المجموعات والوكالات والأفراد في المجتمع تلعب دورا رئيسيا في حماية الصحة العامة.

## وصلات إضافية
- المعهد الملكي لصحة البيئة في اسكتلندا
- معهد نيوزيلاندا لصحة البيئة
- معهد تشارتير للصحة البيئية (انكلترا وويلز)
- مؤسسة موظفي صحة البيئة في إيرلندا (جمهورية أيرلندا)
- الاتحاد العالمي لصحة البيئة
- صحة البيئة في أستراليا
- Malta Association of Environmental Health Officers
- Western Australia Environmental Health Officer Professional Review Board
- دور مسؤول الصحة البيئية نسخة محفوظة 28 يناير 2010 على موقع واي باك مشين.